# Alexandra Roulet
Pour les articles homonymes, voir Roulet.
 (mars 2025).
Si vous disposez d'ouvrages ou d'articles de référence ou si vous connaissez des sites web de qualité traitant du thème abordé ici, merci de compléter l'article en donnant les références utiles à sa vérifiabilité et en les liant à la section « Notes et références ».
 (mars 2025).
La mise en forme du texte ne suit pas les recommandations de Wikipédia : il faut le « wikifier ».
Les points d'amélioration suivants sont les cas les plus fréquents. Le détail des points à revoir est peut-être précisé sur la page de discussion.
- Les titres sont pré-formatés par le logiciel. Ils ne sont ni en capitales, ni en gras.
- Le texte ne doit pas être écrit en capitales (les noms de famille non plus), ni en gras, ni en italique, ni en « petit »…
- Le gras n'est utilisé que pour surligner le titre de l'article dans l'introduction, une seule fois.
- L'italique est rarement utilisé : mots en langue étrangère, titres d'œuvres, noms de bateaux, etc.
- Les citations ne sont pas en italique mais en corps de texte normal. Elles sont entourées par des guillemets français : « et ».
- Les listes à puces sont à éviter, des paragraphes rédigés étant largement préférés. Les tableaux sont à réserver à la présentation de données structurées (résultats, etc.).
- Les appels de note de bas de page (petits chiffres en exposant, introduits par l'outil «  Source ») sont à placer entre la fin de phrase et le point final[comme ça].
- Les liens internes (vers d'autres articles de Wikipédia) sont à choisir avec parcimonie. Créez des liens vers des articles approfondissant le sujet. Les termes génériques sans rapport avec le sujet sont à éviter, ainsi que les répétitions de liens vers un même terme.
- Les liens externes sont à placer uniquement dans une section « Liens externes », à la fin de l'article. Ces liens sont à choisir avec parcimonie suivant les règles définies. Si un lien sert de source à l'article, son insertion dans le texte est à faire par les notes de bas de page.
- La présentation des références doit suivre les conventions bibliographiques. Il est recommandé d'utiliser les modèles {{Ouvrage}}, {{Chapitre}}, {{Article}}, {{Lien web}} et/ou {{Bibliographie}}. Le mode d'édition visuel peut mettre en forme automatiquement les références.
- Insérer une infobox (cadre d'informations à droite) n'est pas obligatoire pour parachever la mise en page.

Pour une aide détaillée, merci de consulter Aide:Wikification.
Si vous pensez que ces points ont été résolus, vous pouvez retirer ce bandeau et améliorer la mise en forme d'un autre article.
Alexandra Roulet, née en 1988, est une économiste française spécialisée en économie du travail. Professeure assistante à l’INSEAD et chercheuse affiliée au Centre for Economic Policy Research (CEPR), elle a mené des travaux sur la mobilité professionnelle, l’impact des politiques publiques sur l’emploi et les effets du progrès technologique sur le marché du travail. Entre 2022 et 2023, elle a été conseillère économique auprès du président français Emmanuel Macron et de la Première ministre Élisabeth Borne. En 2024, elle a reçu le Prix du meilleur jeune économiste de France, décerné par Le Cercle des économistes et Le Monde.

## Biographie

### Formation et débuts académiques
Alexandra Roulet est diplômée de l’École Normale Supérieure (ENS) de Paris, où elle a étudié l'économie et les mathématiques appliquées. Spécialisée dans l’analyse des politiques économiques, elle poursuit ses études aux États-Unis et intègre l’Université Harvard, où elle obtient en 2017 un doctorat en économie.
Sous la direction du professeur Lawrence Katz, économiste spécialisé dans le domaine du travail, elle rédige une thèse portant sur les effets de la mondialisation et des innovations technologiques sur le marché de l’emploi. Ce travail lui vaut une reconnaissance académique et l’opportunité de publier dans des revues scientifiques.

### Carrière universitaire et recherches
À l’issue de son doctorat, elle rejoint l’INSEAD, une école de commerce et de recherche, en tant que professeure assistante en économie. Elle devient également chercheuse affiliée au CEPR, un institut de recherche basé à Londres.
Ses recherches portent principalement sur :
- Les dynamiques du marché du travail : elle étudie comment les travailleurs s’adaptent aux changements économiques et technologiques[5] ;
- L’impact des politiques publiques sur l’emploi : elle analyse l’efficacité des dispositifs d’aides à l’embauche et des politiques de lutte contre le chômage[2] ;
- Le rôle du progrès technologique : elle s’intéresse aux conséquences de l’automatisation et de l’intelligence artificielle sur la création et la destruction d’emplois[6] ;
- La mobilité géographique et sociale des travailleurs : elle explore comment les coûts de déplacement et les inégalités territoriales influencent les opportunités d’emploi.

Ses travaux sont publiés dans des revues académiques, notamment l’American Economic Review, le Quarterly Journal of Economics et le Journal of Labor Economics.

### Conseil au gouvernement français
De juin 2022 à septembre 2023, Alexandra Roulet a occupé un poste de conseillère économique auprès du président Emmanuel Macron et de la Première ministre Élisabeth Borne.
Dans ce rôle, elle a participé à l’élaboration de politiques économiques, notamment :
- Les réformes du marché du travail pour favoriser l’emploi et la formation continue ;
- Les politiques de soutien à l’innovation et à la transition numérique, en lien avec l’impact des nouvelles technologies sur l’emploi ;
- Les mesures d’adaptation à la transition écologique, avec une réflexion sur l’impact des politiques environnementales sur le marché du travail.

Après cette expérience au sein du gouvernement, elle est retournée à ses activités académiques à l’INSEAD.

## Distinctions et prix
2024 : Prix du Meilleur Jeune Économiste de France, décerné par Le Cercle des économistes et Le Monde. Cette distinction récompense ses contributions à la recherche en économie du travail et son engagement dans les politiques publiques.

## Publications et ouvrages

### Articles scientifiques
- Roulet, Alexandra. Améliorer les appariements sur le marché du travail. Presses de Sciences Po, 2018[9]
- Gender differences in job search : Trading off commute against wage, 2021[9]

- Kyle, Margaret, Agnès Bénassy-Quéré, Olivier Blanchard, Laurence Boone, Gilberte Cette, Chiara Criscuolo, Anne Epaulard, Jean Sebastien, Xavier Ragot, et Philippe Martin : Productivity and competitiveness in the euro area : A view from France, 2019[9]

- Palladino, Marco Guido, Alexandra Roulet, et Mark Stabile : Understanding the role of firms in the gender wage gap over time, over the life cycle, and across worker types, 2021[9]

### Ouvrages
- Aghion, Philippe, Alexandra Roulet, et Bénédicte Berner : Repenser l’État : Pour une social-démocratie de l’innovation. (No Title), 2011[10]

Ses recherches sont citées comme bases à des réflexions sur l'avenir du travail et des politiques économiques.